# دنیل بیگم
دنیل بیگِم (انگلیسی: Daniel Bigham؛ زادهٔ ۲ اکتبر ۱۹۹۱) دوچرخه‌سوار پیست و جاده اهل بریتانیا است.
وی در مسابقات کشوری و بین‌المللی در مجموع برندهٔ ۱ مدال طلا، ۵ مدال نقره، ۱ مدال برنز شده است.